# Makak červenolící
Makak červenolící (též makak japonský, Macaca fuscata; japonsky 日本猿 nihonzaru) je jediný druh primáta kromě člověka, který žije v Japonsku.

## Výskyt
Tento živočich žije v Japonsku, kde nedokáží přežít mnozí jiní živočichové. V zimním období je totiž schopen odolávat mrazu a sněhu. Dokonce se při hledání potravy dokáže prohrabat vrstvou sněhu tloušťky až 1,5 metru.

## Popis
Makakové jsou středně velká zvířata masivní postavy. Před chladem je při velmi nízkých teplotách chrání velice hustá rezavohnědá srst. Mají červenou hlavu a uši, dlouhé licousy a bradku. Mají dlouhé ruce, nohy a převážně hnědé (někdy až světle černé) oči. Tělo makaků červenolících měří 50–75 cm, ocas 25–30 cm a samice váží kolem 9 kilogramů, samec 11 kg.

## Ekologie

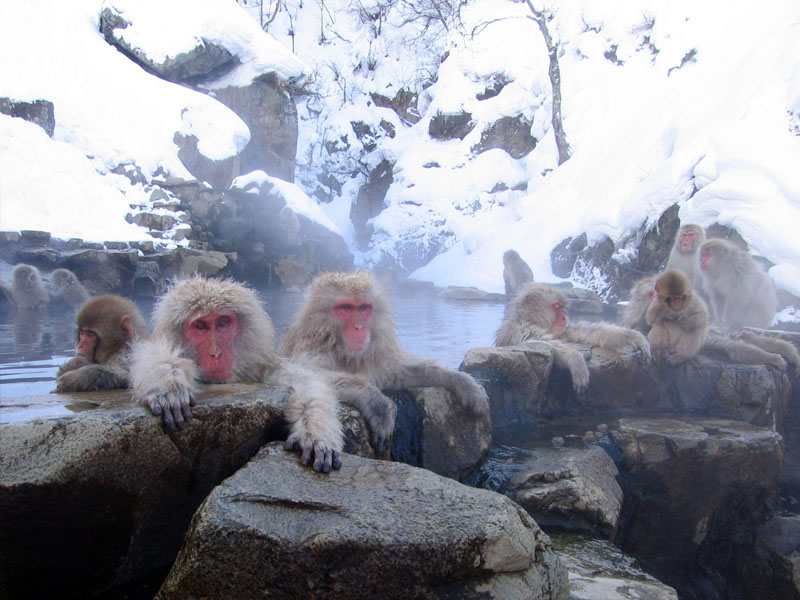
Makakové koupající se v horkých pramenech

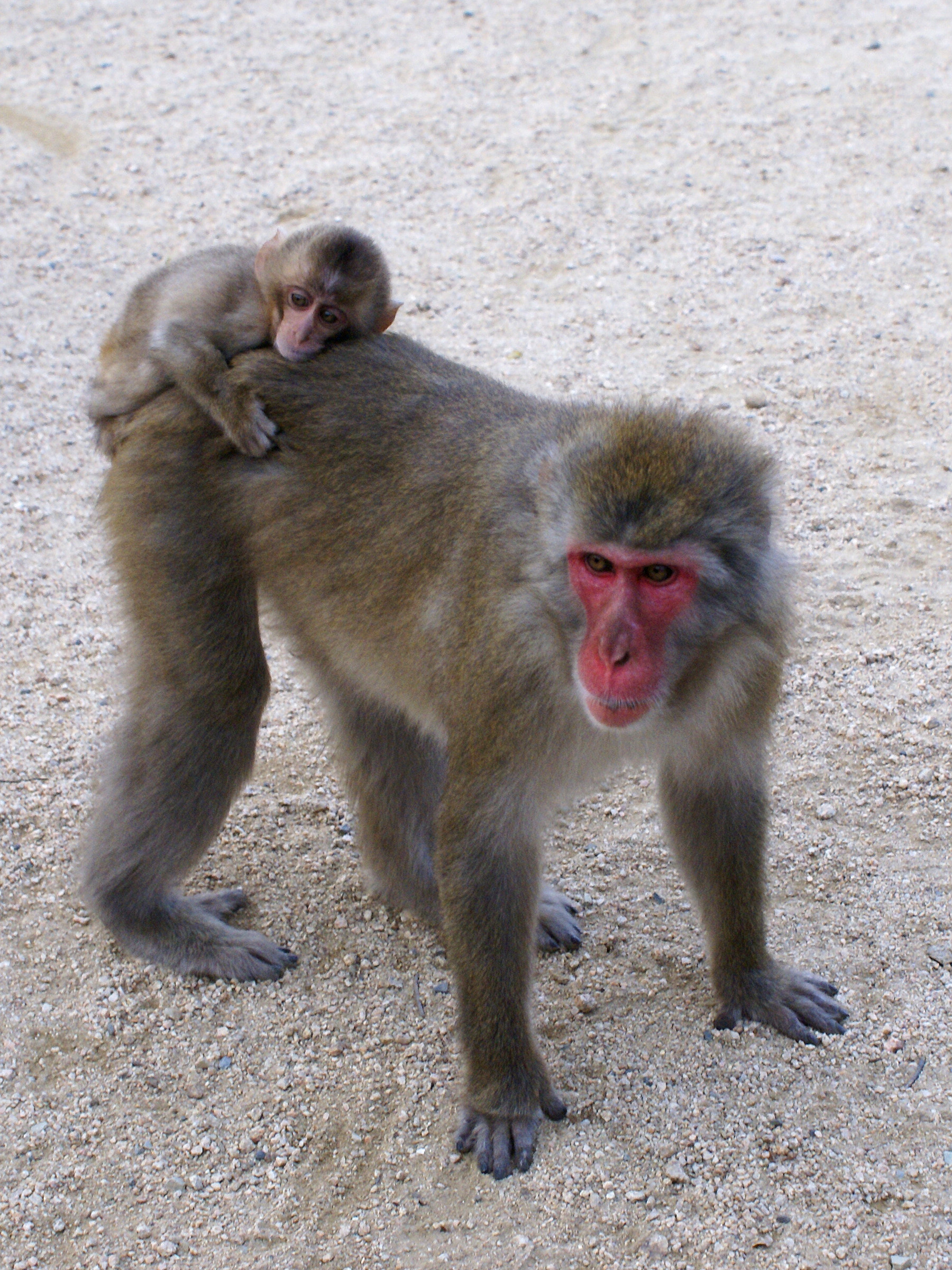
Samice s mládětem

Složení potravy této opice záleží na oblasti, kde žije. Někteří makakové mají rádi sladké brambory, druzí výhonky bambusu, třetí trávy a rozmanité plody. Sledování různých tlup makaků ukázalo, že jsou neobyčejně vynalézaví, schopni pronikat do dalších oblastí a osvojit si nové způsoby chování, pokud poznají a pochopí, že je to pro ně užitečné. Makakové se rádi koupou a proto je můžeme hojně zastihnout právě u vody.
V tlupách makaků, které mohou čítat 500-600 jedinců, existuje dělení na určité „pozice“: jsou zde makakové – vůdci, sluhové i členové stáda. O to, kdo se stane vůdcem, se u makaků vede dlouhá řada soubojů, které mohou trvat i několik let. Mladí samci ve stáří jednoho roku opouštějí svou tlupu a sdružují se se svými vrstevníky, vesměs samci, ve zvláštní skupinu a tráví většinu času lezením a pobýváním na stromech. Po určité době se samec připojí k nějaké tlupě, ale většinou ne ke své vlastní.
Když se tlupa stěhuje na nové místo, pak ji zejména mladí samci chrání zepředu i zezadu. Pokud se tlupa zastaví na noc, vytvářejí kolem ochranný kruh, uvnitř kterého klidně a nerušeně spí vedoucí samec i samičky s mláďaty. Samice rodí jedno mládě po 6 až 7 měsících březosti. To se hned po narození drží matčiných chlupů na hřbetě, a zůstává tam několik týdnů.
Nejstarší známý makak červenolící se ve volné přírodě dožil 28 let.

## Galerie

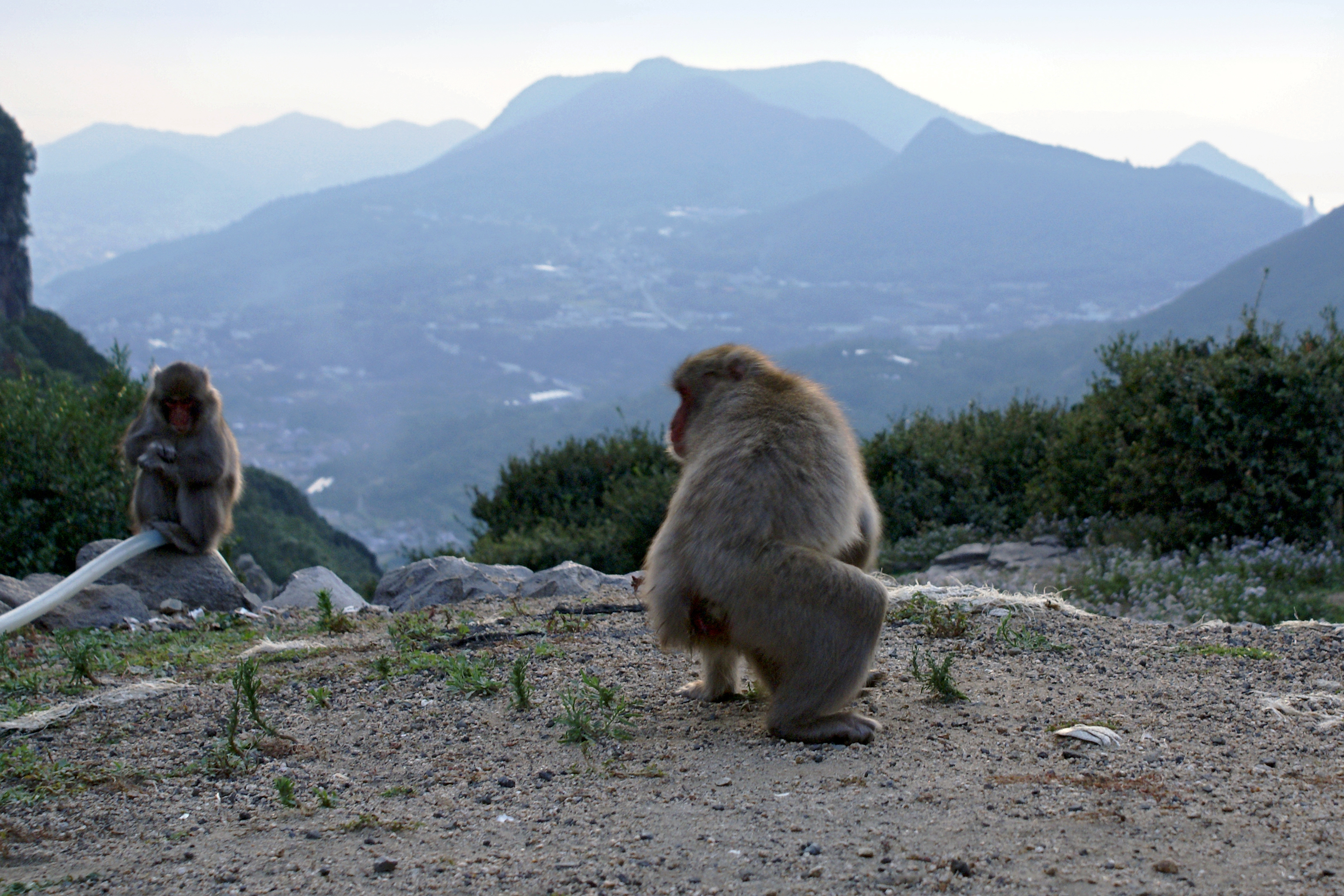
Makak červenolící
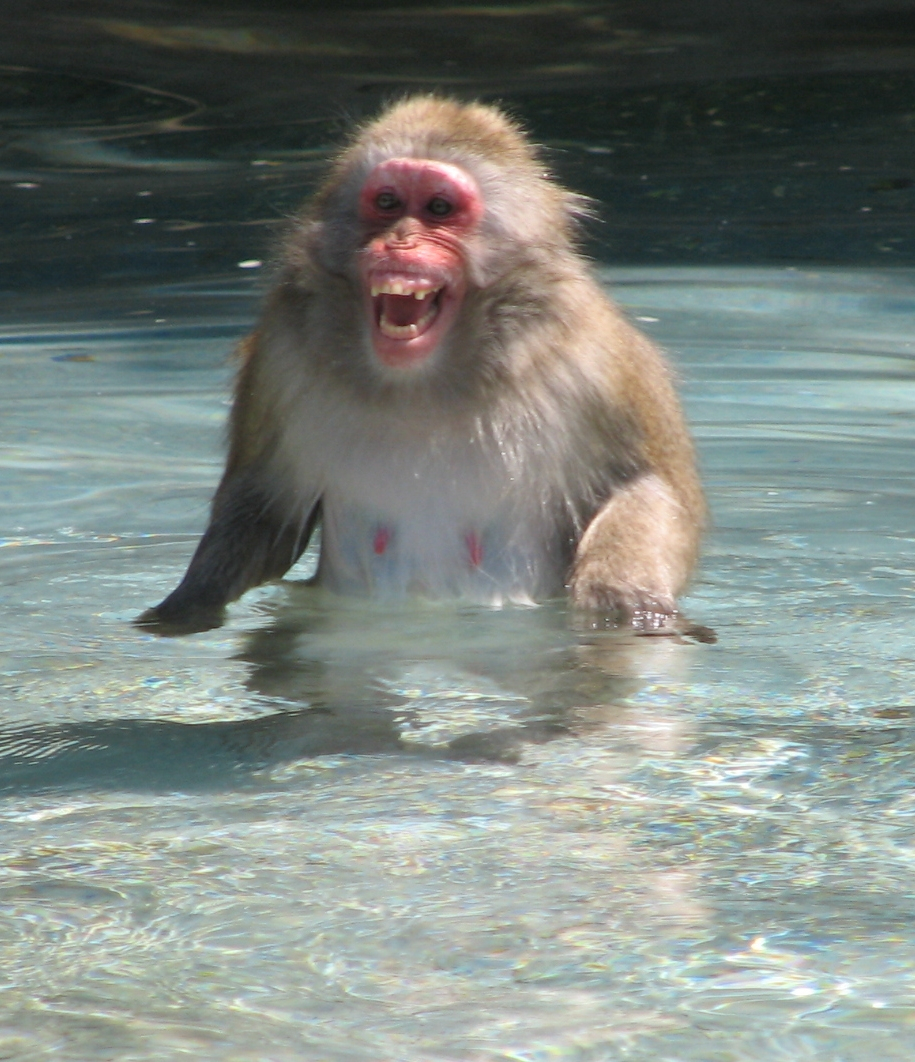
Makak červenolící
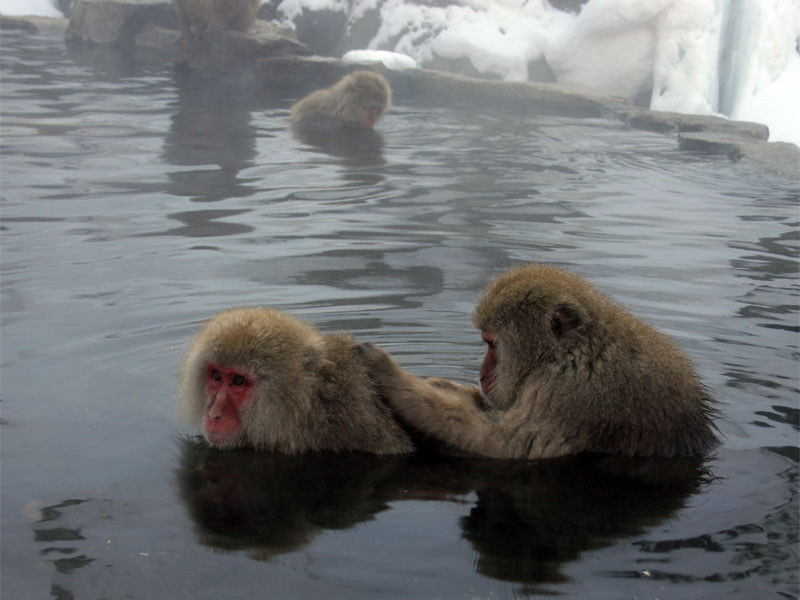
Makak červenolící
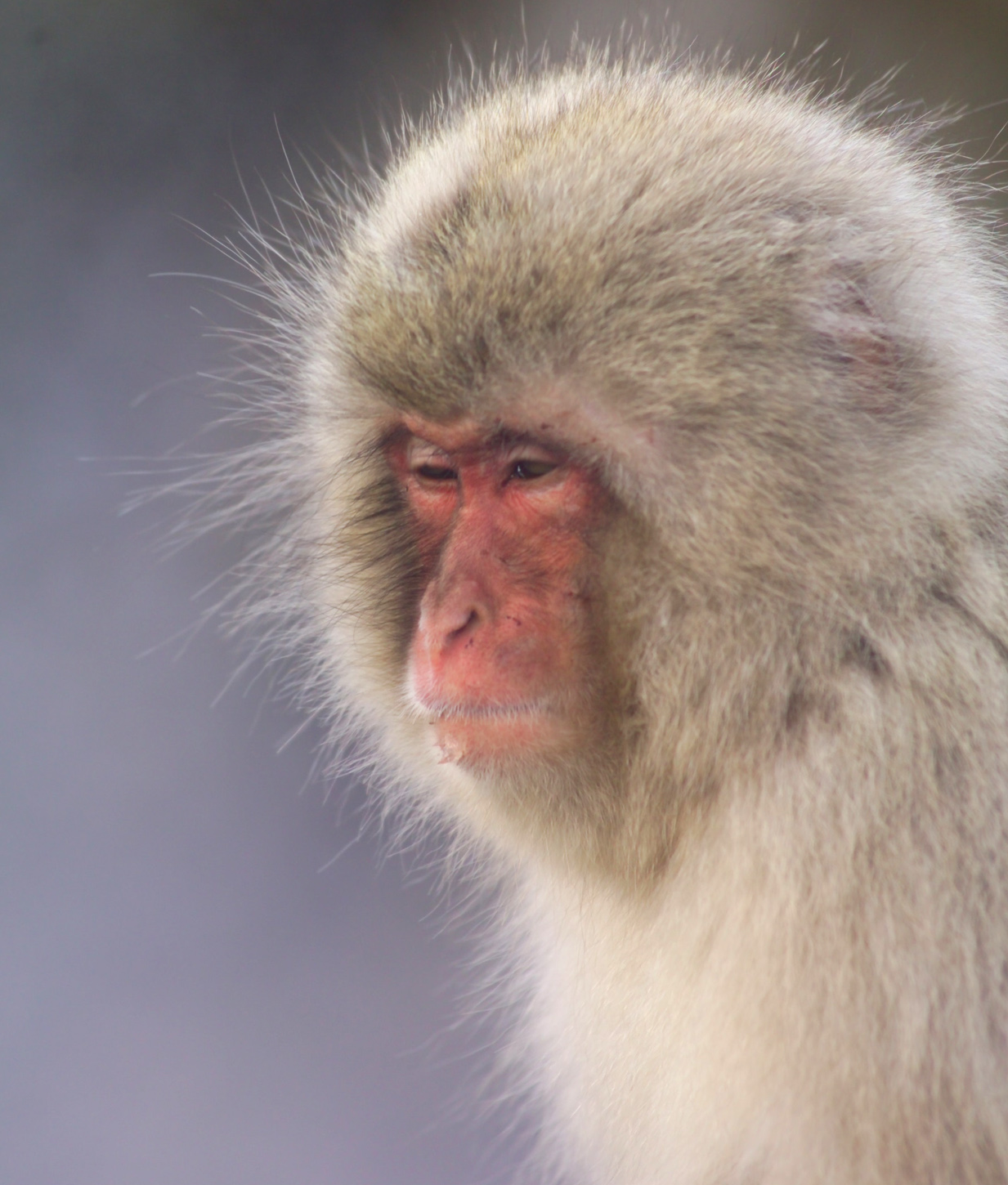
Makak červenolící
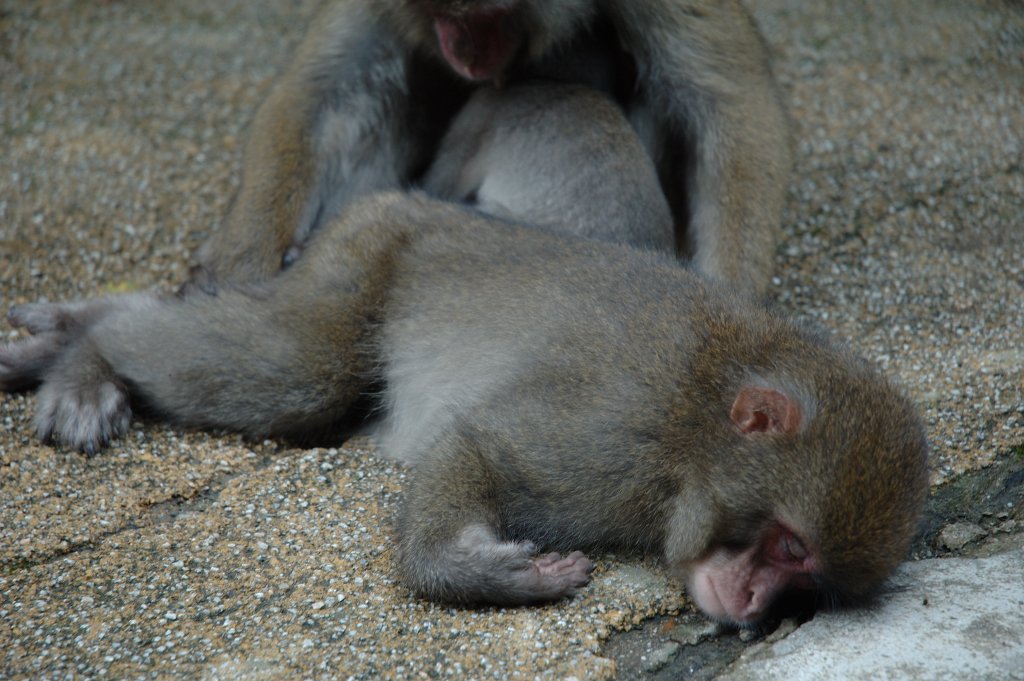
Makak červenolící
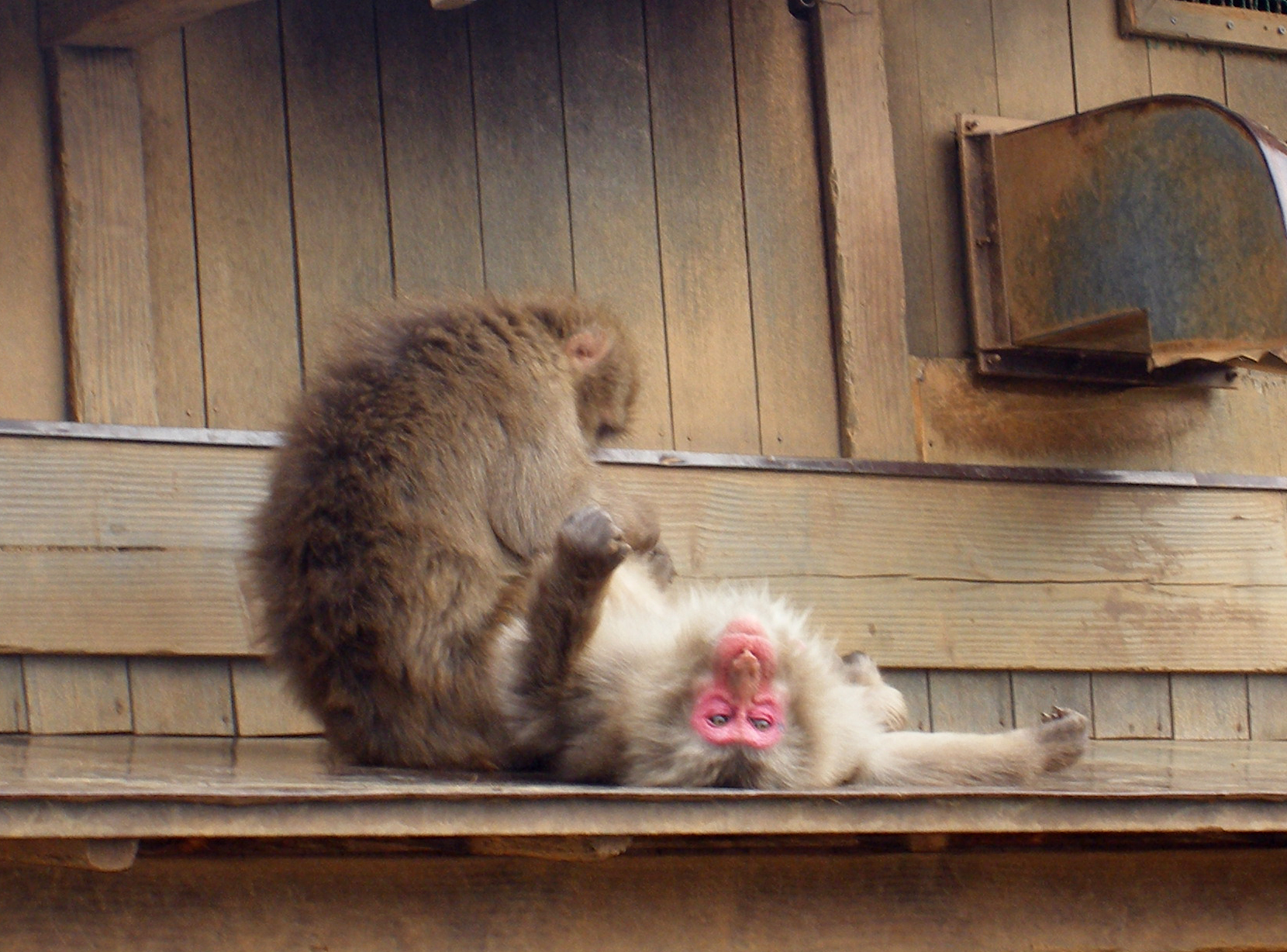
Makak červenolící
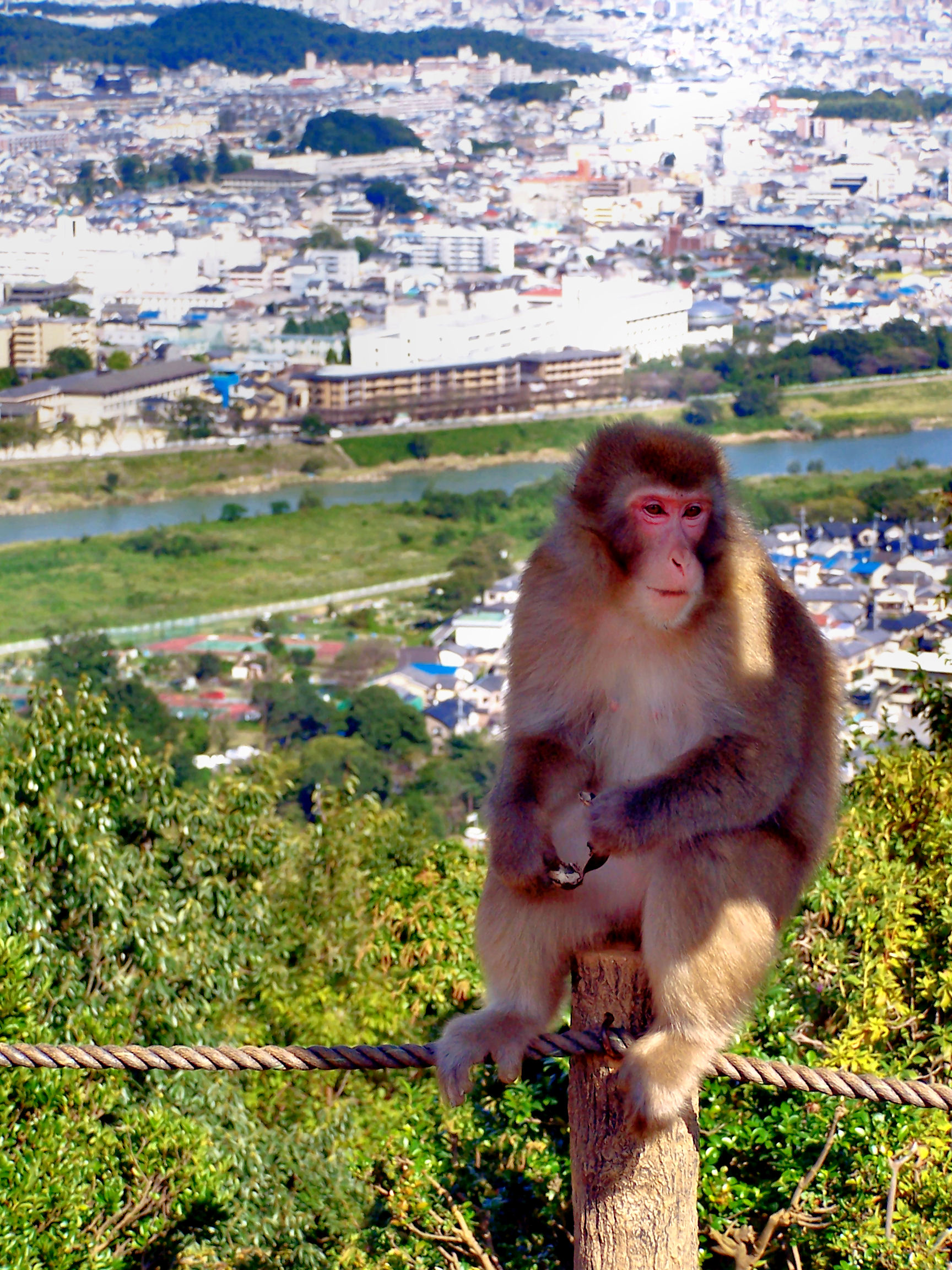
Makak červenolící